# 픽셀 3
픽셀 3(Pixel 3)와 픽셀 3 XL(Pixel 3 XL)은 구글 픽셀 제품 계열의 안드로이드 스마트폰이다. 이 전화는 2018년 10월 9일 공식 발표되었고 이후 미국에서 2018년 10월 18일, 그 밖의 국가에서 2018년 11월 1일 첫 출시되었다. 픽셀 2와 픽셀 2 XL의 뒤를 잇는 제품들이다.
픽셀 3 계열의 판매량 감소에 따라 2019년 5월 7일 구글은 I/O 2019에서 중저가 제품들 픽셀 3a와 픽셀 3a XL을 발표하였고 2019년 10월 15일 픽셀 3의 뒤를 잇는 픽셀 4가 발표되었다.